# Miquel de Kent
Miquel de Kent (Michael George Charles Franklin, 4 de juliol de 1942) és un príncep, membre de la Família Reial Britànica, net del rei Jordi V i la reina Maria. El príncep pren oficialment compromisos reals en nom de la seva cosina, la reina Isabel II.

## Infància i Joventut
El príncep Miquel va néixer el 4 de juliol de 1942 a Coppins, Iven, Buckinghamshire. El seu pare era el príncep Jordi, duc de Kent, el quart fill del rei Jordi V i la reina Maria. La seva mare era la princesa Marina, duquessa de Kent (nascuda princesa Marina de Grècia i Dinamarca), filla del príncep Nicolau de Grècia i Dinamarca i la gran duquessa Elena Vladímirovna Románova.
Sent net del monarca britànic, va obtenir des del seu naixement el tractament i títol de Sa Altesa Reial el príncep Miquel de Kent, sent en aquest moment el sisè en la línia de successió al tron britànic.
Educat a Sunningdale School i Eton,
el príncep Miquel va entrar a la Reial Acadèmia de Sandhurst, el gener de 1961, on va ser destinat al 11è regiment d'Hússars, el 1963. Va prestar servei a Alemanya, Hong Kong i Xipre, on la seva companyia va formar part de les forces de pau de Nacions Unides el 1971. Les posteriors destinacions durant la seva carrera militar, que va durar vint anys, van incloure diversos ascensos dins de l'Estat Major, dins de la secció d'Intel·ligència. Es va retirar de l'exèrcit el 1981 amb el grau de major (comandant).
Actualment el príncep de Kent s'està sotmetent a tractament a causa d'un càncer de pròstata.

### Maçoneria
El príncep Miquel és un actiu francmaçó. És el gran mestre de la Gran Lògia de Mestres Maçons de la Marca d'Anglaterra i gran mestre provincial de la Gran Lògia de Middlesex.

## Matrimoni
El 30 de juny de 1978, el príncep Miquel es va casar a Viena, Àustria, amb la baronessa Maria Cristina de Reibnitz, filla del baró Günther Hubertus d'Reibnitz, i la seva dona, la comtessa hongaresa Maria Anna Szapary de Muraszombath, Széchysziget et Szapár. Des del moment del seu matrimoni amb el príncep Miquel de Kent, la seva esposa va adoptar el títol oficial i tractament de Sa Altesa Reial la princesa Miquel de Kent.
D'acord amb l'Acta d'Establiment de 1701 va ser eliminat de la línia de successió al tron britànic per casar-se amb una catòlica, però l'entrada en vigor de l'Acta de Successió a la Corona de 2013 li va permetre recuperar el seu lloc, un cop va entrar en vigor el 2015.
Han tingut dos fills:
- Lord Frederick Windsor (6 de abril de 1979).
- Lady Gabriella Windsor (23 de abril de 1981).

## Títols
- 4 de juliol de 1942 - present: Sa Altesa Reial el príncep Miquel de Kent.
- Gran Mestre de la Gran Lògia de Mestres Maçons de la Marca d'Anglaterra.
- Gran Mestre provincial de la Gran Lògia de Middlesex.